# Maragua (Kenia)
Maragua ist eine Stadt mit knapp 31.000 Einwohnern im Murang’a County in Kenia. Rund um Maragua wird hauptsächlich Kaffee angebaut.